# Graphiphora assimulans
Graphiphora assimulans är en fjärilsart som beskrevs av Moritz Balthasar Borkhausen 1792. Graphiphora assimulans ingår i släktet Graphiphora och familjen nattflyn. Inga underarter finns listade i Catalogue of Life.